# Грб Рожаја
Грб Рожајa је званични грб црногорске општине Рожајe, усвојен 28. фебруара 2011. године.

## Опис грба
Статут Општине Рожајe овако описује грб:
Грб Општине чини симбол Ганића кула – културни грађевински реалитет, два клика, као природни феномен, зелене површине, као богатство Рожаја, ријека Ибар, сунце, као симбол свјетлости, руке, као младост и будућност Рожаја.